# Them Crooked Vultures
A Them Crooked Vultures amerikai hard rock supergroup, amelyet a Led Zeppelin, Foo Fighters, Nirvana
 és a Queens of the Stone Age tagjai alkotnak. 2009-ben alakultak meg Los Angelesben. 2010-ben feloszlottak. Egy éves pályafutásuk alatt egy nagylemezt dobtak piacra, amely a zenekar nevét viseli. A New Fang , a Mind Eraser, No Chaser dalok több ország slágerlistájára is felkerültek.

## Tagok
- Josh Homme (Queens of the Stone Age, Eagles of Death Metal, Kyuss) – éneklés, gitár
- Dave Grohl (Foo Fighters, Nirvana) – dobok, ütőhangszerek, vokál
- John Paul Jones (Led Zeppelin) – basszusgitár, billentyűs hangszerek, zongora, hegedű, mandolin, vokál

Dave Grohl 2012-ben elmondta, hogy szeretné, hogy újraalakuljon az együttes, ugyanis nagyon szeretnek együtt játszani. Azt is kijelentette, hogy terveznek egy második albumot is, amely elmondásuk szerint „ütősebb” lesz, mint az első. Ezeket egyelőre a zenekar csak tervnek hagyta meg.
Az együttes feloszlása óta számtalan pletyka kering arról, hogy a zenekar újra összeáll vagy kiadnak egy új albumot. Dave Grohl kijelentette, hogy a zenésztársaival beszélgetett már az együttes lehetséges visszatéréséről.

## Diszkográfia
- 2009 – Them Crooked Vultures (stúdióalbum)